# محمد المهدي بالله
محمد المهدي بالله (366 هـ - 400 هـ) الحاكم الحادي عشر والخليفة الرابع للدولة الأموية في الأندلس.

## نشأته
ولد محمد بن هشام بن عبد الجبار بن عبد الرحمن الناصر لدين الله عام 366 هـ من أم ولد تدعى مزنة، وقد قُتل أبوه عام 397 هـ على يد الحاجب المظفر بعد أن اتهمه هو والوزير عيسى بن سعيد اليحصبي المعروف بابن القطاع، بتدبير مؤامرة لخلع الحاجب المظفر.

## خلافته
بعد وفاة الخليفة الحكم المستنصر بالله عام 366 هـ، وتنصيب ابنه الطفل هشام المؤيد بالله خلفًا له. بدأت نهاية دولة الأمويين في الأندلس بسيطرة الحاجب المنصور ومن بعده أبنائه الحاجب المظفر وعبد الرحمن شنجول على الخليفة وسلبوه من كل اختصاصاته فلم يبق له من الأمر إلا الاسم، بل وصل الأمر بشنجول أن أجبر هشام المؤيد بالله أن يعلنه وليًا للعهد في ربيع الأول 399 هـ. أثارت سيطرة العامريين لسنوات على مقاليد الحكم، ثم إعلان شنجول وليًا لعهد الخليفة حفيظة أمراء بني أمية وأوليائهم ممن رأوا في ذلك، إنهاء لولاية أمويو الأندلس الشرعية على حكم الأندلس. اجتمع هؤلاء على محمد بن هشام بن عبد الجبار بن عبد الرحمن الناصر أحد أمراء بني أمية الذي كان مشحونًا بمشاعر الكراهية تجاه العامريين، لقتلهم أباه قبل عامين. وفي 16 جمادى الآخرة 399 هـ، استغل محمد بن هشام خروج شنجول في حملة عسكرية في الشمال، وهاجم في جمع من أصحابه قصر قرطبة، وأجبر الخليفة هشام المؤيد بالله على خلع نفسه، وأعلن محمد بن هشام نفسه خليفة في اليوم التالي، ولقّب نفسه بالمهدي بالله، واختار سليمان بن هشام بن سليمان بن عبد الرحمن الناصر وليًا لعهده.
وفي 18 جمادى الآخرة 399 هـ، بعث ابن عمه عبد الجبار بن المغيرة في جموع من العامة لمهاجمة الزاهرة، فهاجموا قصر الحاجب المظفر فانتهبوه رغم معاونة الذلفاء أم عبد الملك للمهدي بالمال لخلع شنجول لما كانت تحمله تجاه شنجول من كراهية لاعتقادها أنه وراء وفاة ابنها. أطلق المهدي حرائر القصر، وقسّم الجواري بينه وبين وزرائه، واستأثر عبد الجبار بجانب كبير من أموال القصر. حين بلغ شنجول خبر الانقلاب على حكمه تحرك بجيشه إلى قلعة رباح، راسل أهل طليطلة يدعوهم لنصرة الخليفة المخلوع، فلم يلبّوا دعوته، ثم تخلّى عنه جنوده، وقبض عليه جنود محمد المهدي بالله، وقتل في 3 رجب 399 هـ. عمد محمد المهدي بالله إلى سجن هشام المؤيد بالله في القصر أولاً ثم نقله إلى بعض منازل قرطبة، ثم استغل المهدي بالله في شعبان 399 هـ وفاة رجل نصراني أو يهودي شديد الشبه بهشام المؤيد بالله، فأعلن وفاة الخليفة السابق وأحضر عدد من الوزراء والفقهاء شهدوا بوفاة هشام. وما أن استقرت الأمور للمهدي حتى أطلق العنان لرغباته، فأساء معاملة البربر الذين كانوا عماد جيش العامريين بل ولم يمنع العامة من أن يتحرشوا بهم، ونفى عدد من الفتيان الصقالبة العامريين. ثم بطش بعدد من وجهاء العرب منهم ولي عهده سليمان، مما دعى والده هشام بن سليمان للتحالف مع البربر والعامريين لخلع المهدي، إلا أنهم خسروا معركتهم أمام المهدي الذي أسر هشام وابنه سليمان وأخيه أبي بكر وأعدمهم، وأباح بيوت البربر مما دعاهم للرحيل عن قرطبة إلى قلعة رباح. كان ممن فر معهم أمير أموي يدعى سليمان بن الحكم بن سليمان بن عبد الرحمن الناصر لدين الله، تجمّع حوله البربر وبايعوه كخليفة واتخذ لقب «المستعين بالله». كان سانشو غارسيا كونت قشتالة يرقب الأحداث عن كثب، ثم وجد الفرصة أمامه سانحة للدخول إلى جانب البربر وأميرهم سليمان المستعين، الذين توجّهوا إلى قرطبة، وهزموا جيش المهدي الذي فرّ بعد هزيمته إلى طليطلة، ودخل سليمان القصر في 15 ربيع الأول 400 هـ.
كانت الثغور ما زالت على طاعتها للمهدي، فسار سليمان بجيشه إلى طليطلة يدعوهم لطاعته فرفضوا، ثم سار إلى مدينة سالم يدعوهم فرفضوا أيضًا وارتد بعد ذلك إلى قرطبة لاقتراب الشتاء. في تلك الأثناء كان الفتى واضح العامري والي المهدي على مدينة سالم قد سار إلى طرطوشة وتراسل مع ريموند بورل كونت برشلونة وشقيقه إرمنغول الأول كونت أورقلة، واتفق معهم على أن يدعموه بجيش لقتال البربر، مقابل مبلغ من المال والتنازل عن مدينة سالم. ونجح هذا الجيش في هزيمة البربر في عقبة البقر، ليعود المهدي إلى عرشه في 15 شعبان 400 هـ. لم تهدأ الأمور عند هذا الحد، فقد أعاد البربر تنظيم صفوفهم، واشتبكوا مع قوات المهدي بالله وحلفائه وألحقوا بهم الهزيمة في وادي آره في ذي القعدة 400 هـ، فاضطر المهدي بالله للانسحاب إلى قرطبة، ثم تخلى عنه حلفاؤه. وفي 8 ذي الحجة 400 هـ، ثار عليه الفتيان العامريين موالي بني عامر، وهاجموه في قصره واحتزّوا رأسه وأخرجوا هشام المؤيد بالله من محبسه ونصّبوه خليفة من جديد.